# (9381) Lyon
(9381) Lyon est un astéroïde de la ceinture principale.

## Description
(9381) Lyon est un astéroïde de la ceinture principale. Il fut découvert par Eric Walter Elst le 15 septembre 1993 à l'observatoire de La Silla. Il présente une orbite caractérisée par un demi-grand axe de 3 UA, une excentricité de 0,057 et une inclinaison de 1,139° par rapport à l'écliptique.
Il fut nommé en hommage à la ville de Lyon, chef-lieu du département du Rhône. Connue à l'époque romaine sous le nom de Lugdunum, elle devint la capitale des Gaules.